# Estació de Plaça de Catalunya
Plaça de Catalunya (Rodalies i FGC) o Catalunya (Metro) és un intercanviador multimodal ferroviari situat a la plaça del mateix nom de Barcelona. És l'estació terme de les línies de FGC Balmes i del Metro del Vallès, on enllaça amb les línies L1 i L3 de Metro, quatre línies de Rodalies de Catalunya (R1, R3, R4 i RG1).
L'any 2016 va ser l'estació amb més demanda de la xarxa de metro de TMB i de la xarxa d'FGC. També va ser la segona estació més transitada de la xarxa de via ampla d'ADIF, només quedant per darrere de Sants. Concretament, l'estació de Rodalies va registrar l'entrada de 9.522.000 passatgers, la dels Ferrocarrils de la Generalitat en va registrar 12.055.886 i la del Metro va registrar-ne 17.416.282.

## Història

### Estació de Martorell i línia de Sarrià
El 1854 es construeix a Barcelona, a la part nord oest fora de les muralles, enfront de Canaletes i el Portal d'Isabel II, la tercera estació de tren a Barcelona, de la línia ferroviària Barcelona-Martorell.

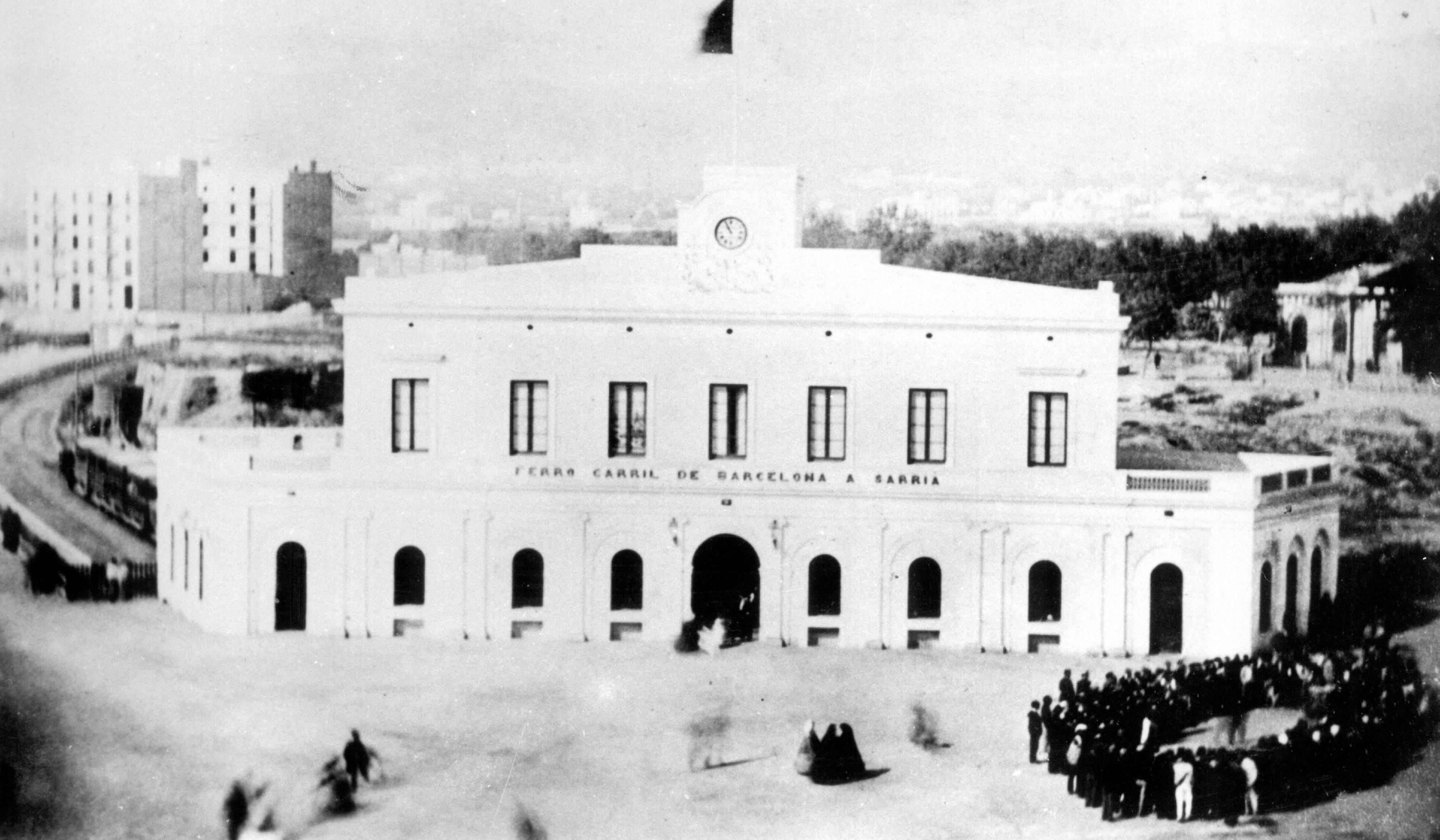
Estació terminal del Ferrocarril de Sarrià a la Plaça el 1865. Es pot apreciar al fons a la dreta l'estació del Ferrocarril de Martorell.

El 1863 s'hi construía l'estació terminal del Ferrocarril de Sarrià a Barcelona, al costat de l'estació de Martorell (actual línia Barcelona-Vallès), esdevenia la quarta en funcionament a Barcelona.
El 1882, davant la pressió urbanística, la línia de Martorell escurçava el traçat fins a Sants, deixant l'estació de Martorell propera a Canaletes, fora de servei.

### Arribada del metro i connexió amb l'estació del Nord
El metro va arribar a la plaça per primer cop l'any 1924 quan fou inaugurada el Gran Metro de Barcelona actual L3 del metro enllaçant així amb Lesseps. Dos anys més tard s'inaugurà el Ferrocarril Metropolitano Transversal de Barcelona, l'actual L1, entre la Bordeta (clausurada) i Catalunya, aquesta línia pretenia esdevenir el metro d'enllaç de les estacions terminals de ferrocarril
La línia de Vilafranca finalment situà la seva estació terminal a l'estació de Sants. El 1929 s'inaugurà la nova estació terminal de la línia de Sarrià soterrada sota els carrers Pelai i Bergara. No fou fins al 1933 que el ferrocarril d'ample ibèric tornà a circular per la plaça, aquest cop soterrat i com a prolongació fins al centre de les línies de Ripoll i Manresa que fins llavors tenien la seva terminal a l'estació del Nord.

### Túnel passant i reconnexió amb Sants
El pla d'enllaços ferroviaris de Barcelona el 1967, amb la conversió de l'estació de Sants, com estació central de Barcelona, fou el punt de partida per fer un segon túnel ferroviari passant per Barcelona.
L'any 1977 es va construir l'enllaç entre Plaça Catalunya i l'estació de Sants, recuperant l'antic enllaç amb la línia de Martorell. Les instal·lacions es van reformar totalment l'any 1983 i l'any 1992.

## Serveis ferroviaris
Metro i línies suburbanes

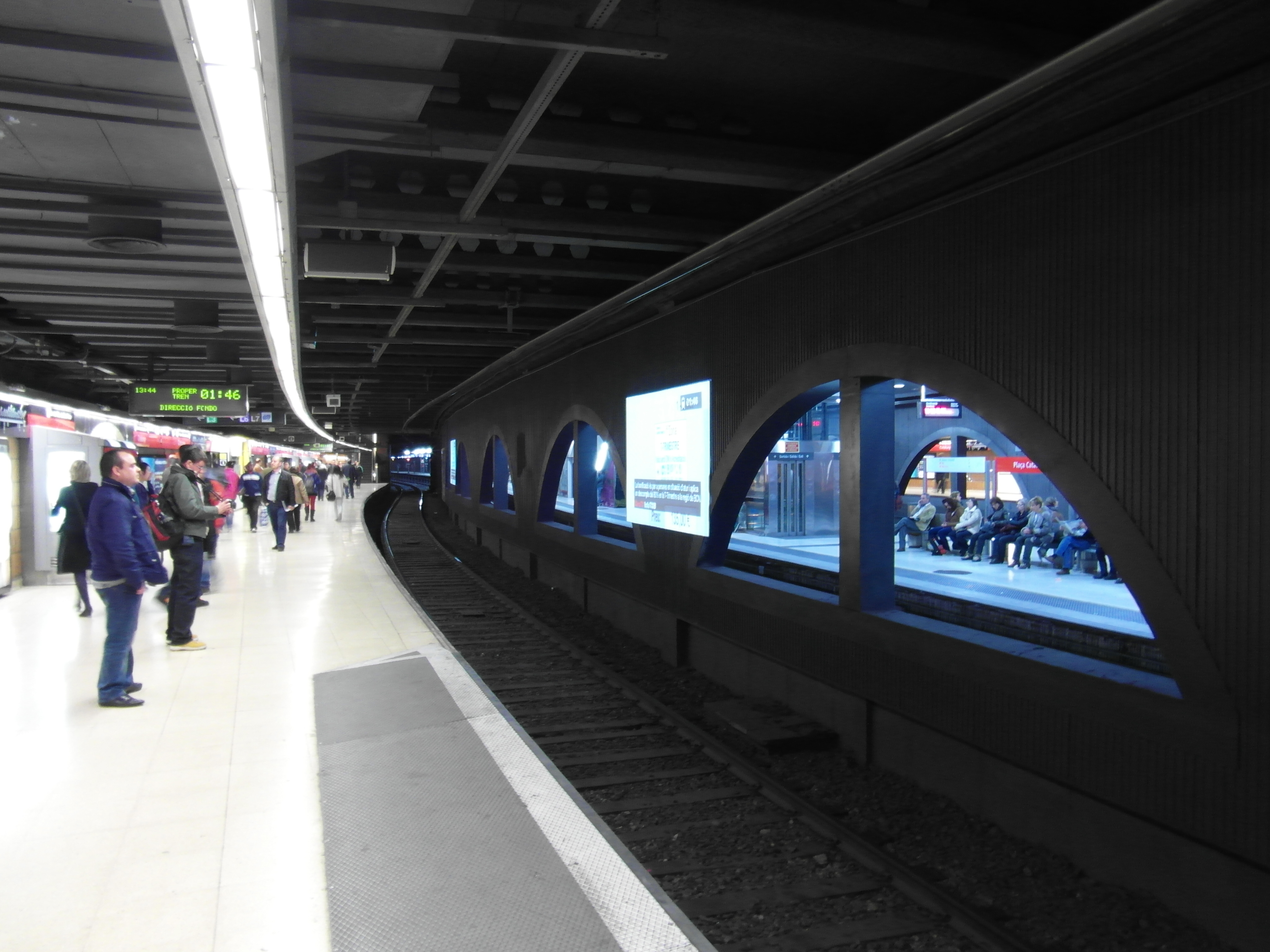
Estació de metro de la L1 a primer pla i estació de rodalia a la dreta

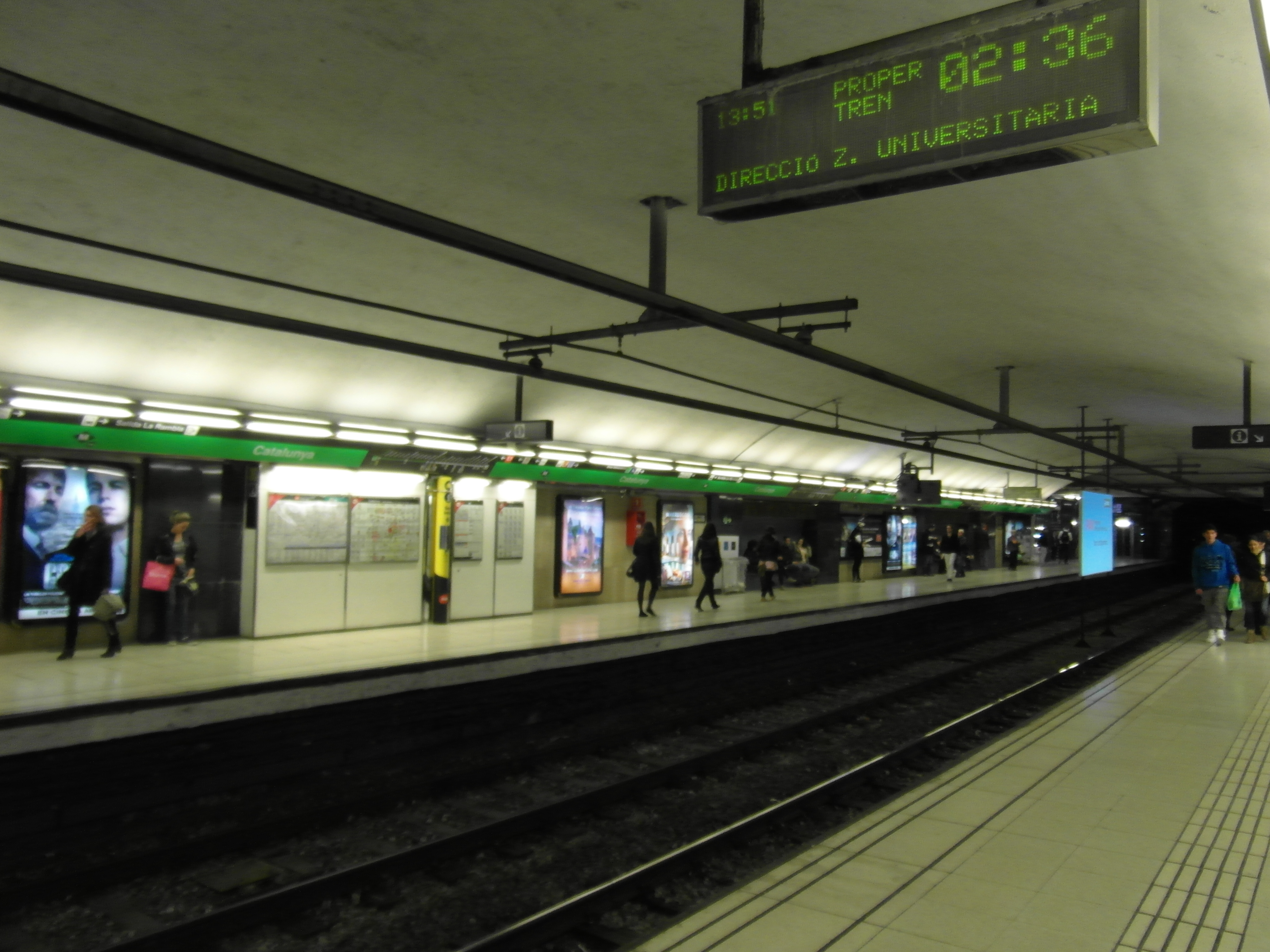
Estació de Catalunya de la L3

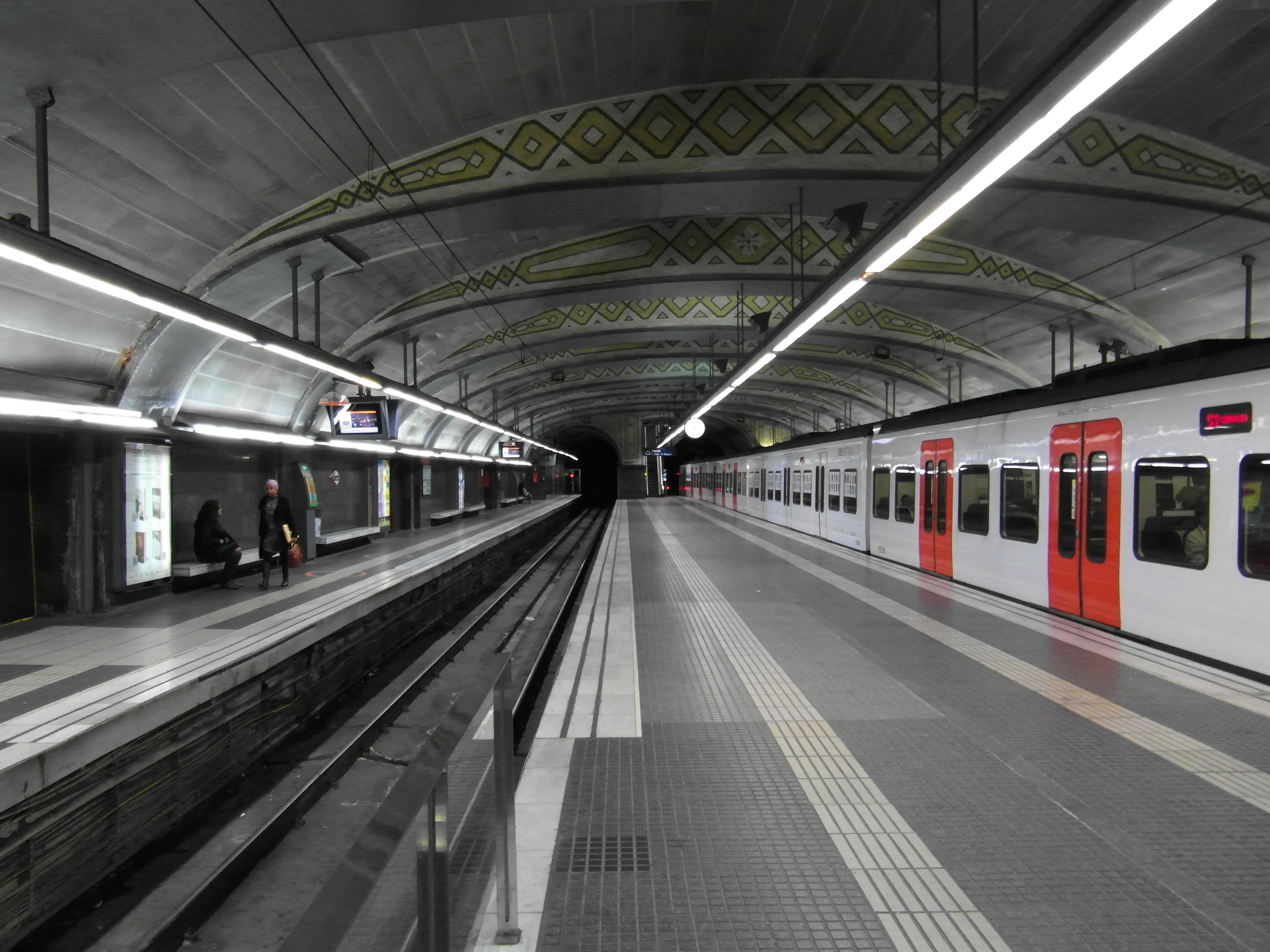
Estació de FGC amb serveis de metro (L6 i L7) i suburbans

A l'estació es creuen dues línies de metro explotades per TMB, que estan orientades quasi de forma perpendicular. L'estació terminal dels ferrocarrils catalans està situada al sud de la plaça, prop de l'estació de la línia 3 del metro, i s'enfila cap al carrer Balmes, a diferència de la línia 3 que es dirigeix cap al Passeig de Gràcia, però ambdues es troben més o menys en paral·lel.
| Procedència/Destinació        | <           | Línia                   | >                 | Procedència/Destinació |
| ----------------------------- | ----------- | ----------------------- | ----------------- | ---------------------- |
| Metro de Barcelona            |             |                         |                   |                        |
| Hospital de Bellvitge         | Universitat |                         | Urquinaona        | Fondo                  |
| Zona Universitària            | Liceu       |                         | Passeig de Gràcia | Trinitat Nova          |
| Línia Barcelona-Vallès de FGC |             |                         |                   |                        |
| terminal                      | terminal    |                         | Provença          | Sarrià                 |
| terminal                      | terminal    | Av. Tibidabo            | Provença          |                        |
| terminal                      | terminal    | Terrassa Nacions Unides | Provença          |                        |
| terminal                      | terminal    | Sabadell Parc del Nord  | Provença          |                        |

Rodalia i regionals
L'estació de Rodalies s'orienta paral·lelament a les andanes de la línia 1 del metro. De fet ambdues es van construir així a propòsit per facilitar el transbord entre elles. A més, comparteixen traçat entre aquesta estació i Arc de Triomf.
Rodalies de Catalunya és una marca que engloba els trens de rodalia i trens regionals de Catalunya. En aquesta estació hi paren quatre línies de la rodalia de Barcelona i una de regionals.
| Rodalia de Barcelona                                    |       |       |               |                                                                                             |
| Procedència/Destinació                                  | <     | Línia | >             | Procedència/Destinació                                                                      |
| Molins de Rei L'Hospitalet de Llobregat                 | Sants |       | Arc de Triomf | Mataró Arenys de Mar Calella Blanes Maçanet-Massanes                                        |
| L'Hospitalet de Llobregat                               | Sants |       | Arc de Triomf | Granollers-Canovelles La Garriga Vic Ripoll / Ribes de Freser Puigcerdà / La Tor de Querol¹ |
| Sant Vicenç de Calders Vilafranca del Penedès Martorell | Sants |       | Arc de Triomf | Terrassa Manresa                                                                            |
| Rodalia de Girona                                       |       |       |               |                                                                                             |
| Procedència/Destinació                                  | <     | Línia | >             | Procedència/Destinació                                                                      |
| L'Hospitalet de Llobregat                               | Sants |       | Arc de Triomf | Figueres Portbou                                                                            |

1. Regionals cadenciats amb parada a alguna estació de la R3.

## Accessos
- Plaça Catalunya (centre plaça)
- Passeig de Gràcia
- Ronda Sant Pere (enllaç L3 i FGC)
- Carrer Pelai
- La Rambla (enllaç FGC)
- Passadís d'enllaç L1 i Rodalies
- Ronda Universitat

Accessos Estació de Plaça de Catalunya

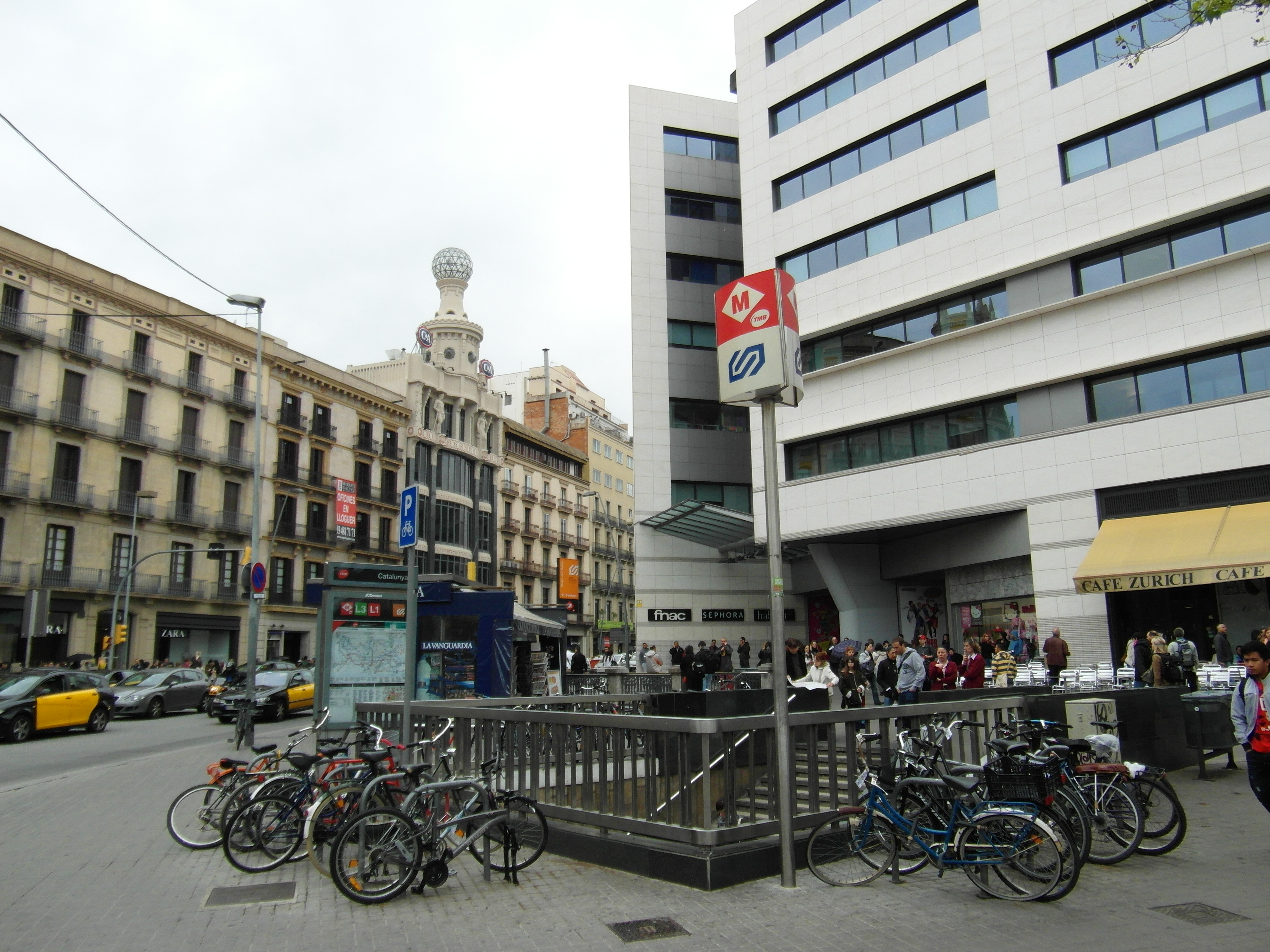
Accés a metro (L1 i L3) i FGC a la Rambla

- Rambla Catalunya (enllaç Rodalies)
- Carrer Balmes (enllaç Metro i Rodalies)
- Carrer Bergara

## Autobusos
A la superfície tenen parada i capçalera diverses línies d'autobusos diürns i la majoria de línies nocturnes.

### Línies diürnes amb parada a laPlaça de Catalunya
| Bus TMB |                     |                          |
| H16     | Passeig Zona Franca | Fòrum Campus Besòs       |
| V13     | Pla de Palau        | Avinguda Tibidabo        |
| V15     | Barceloneta         | Avinguda Tibidabo        |
| D50     | Paral·lel           | Ciutat Meridiana         |
| 22      | terminal            | Carmel                   |
| 24      | terminal            | Carmel                   |
| 55      | Pl. Urquinaona      | Parc de Montjuïc         |
| 59      | Poblenou            | Pl. Reina Maria Cristina |
| 62      | terminal            | Ciutat Meridiana         |
| 67      | terminal            | Cornellà                 |

| Línia         | <<       | >>                                  | Operador |
| ------------- | -------- | ----------------------------------- | -------- |
| Metropolitans |          |                                     |          |
| E95           | terminal | Castelldefels (Av. Lluís Companys)  | Mohn     |
| L94           | terminal | Castelldefels Platja (Les Botigues) | Mohn     |
| L95           | terminal | Castelldefels (Carles Riba)         | Mohn     |

### Nitbús amb parada a la Plaça de Catalunya
| Línia | <<                                            | >>                                         |
| ----- | --------------------------------------------- | ------------------------------------------ |
| N1    | Zona Franca                                   | Trinitat Nova                              |
| N2    | L'Hospitalet de Llobregat (Avinguda Carrilet) | Badalona (Via Augusta)                     |
| N3    | Collblanc                                     | Montcada i Reixac (Rbla. Països Catalans)  |
| N4    | Via Favència                                  | Carmel (Gran Vista)                        |
| N5    | terminal                                      | Carmel (Gran Vista)                        |
| N6    | Roquetes                                      | Santa Coloma de Gramenet (Oliveres)        |
| N7    | Pedralbes                                     | Fòrum                                      |
| N8    | Can Caralleu                                  | Santa Coloma de Gramenet (Can Franquesa)   |
| N9    | Plaça Portal de la Pau                        | Tiana (Edith Llaurador)                    |
| N11   | terminal                                      | Can Ruti                                   |
| N12   | Plaça Portal de la Pau                        | Sant Feliu de Llobregat (La Salut)         |
| N13   | terminal                                      | Sant Boi de Llobregat (Ciutat Cooperativa) |
| N14   | terminal                                      | Castelldefels (Centre Vila)                |
| N15   | Plaça Portal de la Pau                        | Sant Joan Despí (Torreblanca)              |
| N16   | terminal                                      | Castelldefels (Bellamar)                   |
| N17   | terminal                                      | Aeroport del Prat (Terminal T1)            |
| N18   | terminal                                      | Aeroport del Prat (Terminals T1 i T2)      |
| N26   | terminal                                      | Diagonal Mar                               |
| N28   | Collblanc                                     | Port Olímpic                               |

## Intervencions arqueològiques
Amb motiu de la redacció del projecte constructiu: “Nova cua de maniobres per darrere de l'estació de Plaça Catalunya dels FGC” i per tal de realitzar l'aplicació de les mesures correctores especificades en l'Estudi d'Impacte Ambiental sobre el Patrimoni Cultural, es van dur a terme un seguit d'estudis i intervencions arqueològiques, entre els mesos de març i setembre del 2009, per tal d'establir amb la major certesa possible l'afectació d'aquell Projecte sobre la Muralla medieval i moderna de Barcelona, així com els possibles baluards i portes d'aquesta.
En primer lloc es realitzà un estudi històric, documental i cartogràfic de l'indret; a més, es realitzà el control arqueològic de l'obertura de les cales de serveis pels sondatges geotècnics necessaris per a la redacció del Projecte constructiu; també s'efectuà una prospecció amb GeoRadar al llarg de l'àmbit del Projecte; i, finalment, amb els resultats obtinguts en els anteriors treballs es realitzaren 10 sondatges arqueològics en punts determinats del carrer Pelai i a la banda de mar de la Plaça Catalunya, en aquells punts on el nou Projecte podia afectar directament la muralla, les torres o els baluards.
A partir de la recerca històrica i documental es va realitzar una hipòtesi molt acurada del possible traçat de la muralla medieval, de la ubicació de les torres que se li associaven i de les reformes que patí al llarg dels segles (amb la incorporació durant el segle xvii dels baluards).
Es va intentar aplegar el màxim d'elements documentals, i mitjançant els procediments de la georeferenciació, es procedí a grafiar-los en una única representació topogràfica d'acord amb els estàndards actuals de representació. Això va requerir aplegar distints elements d'informació que van des de les sèries documentals originals del Consell de Cent on es recullen els registres associats als processos de construcció de la muralla (segles XIII a XV) i dels baluards (segle XVII), a distintes representacions planimètriques, ja sigui del conjunt de la ciutat, o de detall, associar-les a la topografia i l'orografia de la ciutat en el moment de l'enderroc de la muralla, i comparar-la objectivament amb les estructures actuals, ja siguin les de superfície com les del subsol.
A continuació es dugué a terme el control arqueològic de l'obertura de 10 cales de petites dimensions obertes pels sondatges geotècnics, d'entre els quals cal destacar un sondeig, davant del número 18 de Plaça Catalunya, on es documentà un mur que discorria paral·lel a l'actual línia de façanes. En un primer moment s'intuí que podia ser la muralla. Ara bé, les seves dimensions (80 cm d'amplària i uns tres metres de potència) i l'anàlisi de la seva factura, ens porten a afirmar que l'estructura no formaria part del llenç murari defensiu. No obstant, podria formar part de les estructures associades, a partir del segle xvii, al baluard que es construí adossat a la muralla en la zona de Portal de l'Àngel.
També a la Plaça Catalunya i concretament davant del número 19, es realitzà un sondeig vertical i un d'inclinat. Els resultats obtinguts en el sondeig vertical, indiquen la presència d'un estrat d'enderroc de gairebé 2 metres de potència que es podria correspondre amb les restes de la muralla enderrocada a mitjans del segle xix. Tot i que no ha estat possible precisar la ubicació de la muralla, es planteja la possibilitat que aquest sondeig fos realitzat dins del fossar degut a la gran potència d'aquest estrat d'enderroc, així com a la potència de l'estratigrafia arqueològica i la fondària on es va documentar el substrat geològic. A la vegada, cal destacar la diferència de cota en què es troba el substrat geològic, que es va documentar a 9,40 metres en el sondeig vertical i a 6 metres en el sondeig inclinat. Aquest fet sembla constatar la presència d'un fort desnivell natural en aquest sector de la ciutat que probablement fou aprofitat en el moment de construcció dels murs de defensa de la ciutat.
En un altre sondatge, davant del número 56 del Carrer Pelai, també es localitzà un petit mur. Degut a les dimensions reduïdíssimes documentades no és possible interpretar-lo. De totes maneres, la tècnica constructiva que presenta no sembla que es pugui associar amb la muralla medieval d'aquest sector.
La tercera fase va consistir en una prospecció amb georadar, realitzada en extensió als àmbits dels carrers Pelai i Fontanella. El resultat mostrat fou una disposició d'elements del subsòl dominada per les anomalies identificables amb conduccions i rases de serveis actives i inactives. Només en el cas del carrer Pelai s'han localitzat anomalies identificables amb les restes de la muralla.
Finalment, i tenint en compte els resultats de totes les intervencions anteriors, es van dur a terme sondatges arqueològics en punts determinats del carrer Pelai i a la banda de mar de la Plaça Catalunya.
Es realitzaren deu sondatges a Plaça de Catalunya (números 17, 18, 20 i 21-22), Carrer de Rivadeneyra (número 1) i carrer de Pelai (números 40, 42, 50, 52 i 58), amb l'objectiu de detectar i documentar les possibles estructures relacionades amb la muralla, torres i baluards medievals i moderns
Els resultats van estar en quasi tots els casos negatius, i de fet només en un dels sondejos ―carrer Pelai, 52― es va poder documentar un petit tram del llenç de la muralla corresponent a les construccions del segle xv, obres portades a terme abans de 1447.
Sens dubte, una de les principals raons que explica aquesta minsa proporció de casos positius ve donada per l'extraordinària pressió a què s'ha vist sotmesa aquesta zona de la ciutat des del segle xix amb relació a la dotació d'infraestructures i serveis bàsics de tota classe. Aquests impliquen innumerables conduccions i rases de serveis, tant actius com inactius (electricitat, aigua, gas, telecomunicacions, clavegueram, enllumenat públic, semàfors, etc.), ja que es tracta d'uns dels centres neuràlgics de Barcelona, amb una forta concentració de comerços i que suporta una important presència de vianants (bona part d'ells turistes) i trànsit de vehicles (de transports i particulars). Així, la instal·lació d'aquestes infraestructures estableixen les condicions de conservació del subsol i la consegüent alteració de totes les restes que s'hi troben.
L'escadusser tram de muralla localitzat estava orientat longitudinalment respecte de la línia de façana actual (carrer Pelai 52) a només 30 cm per sota del nivell de circulació actual. Es documentaren 60 cm de llargària (l'amplada de la cala) i un metre d'amplada. En aquest sentit només es va registrar la cara exterior del mur perquè el parament interior quedava per sota de la façana de l'edifici. Per raons d'espai, únicament es va poder excavar la seva potència fins als 70 cm.